# Католицька церква в Беніні
Като́лицька це́рква в Беніні — найбільша християнська конфесія Беніну. Складова всесвітньої Католицької церкви, яку очолює на Землі римський папа. Керується конференцією єпископів. Станом на 2004 рік у країні нараховувалося близько 1 646 000 католиків (23% від усього населення). Існувало 10 діоцезій, які об'єднували 212 церковних парафій.  Кількість  священиків — 501 (з них представники секулярного духовенства — 394, члени чернечих організацій — 107), постійних дияконів — 0, монахів — 227, монахинь — 939.